# Fibrillazione atriale
La fibrillazione atriale è un'alterazione del ritmo cardiaco (aritmia) ad origine dagli atri del cuore. È una complessa patologia elettrica degli atri, eterogenea dal punto di vista fisiopatologico e clinico, spesso multifattoriale, che presenta costantemente due caratteristiche: l'attivazione elettrica rapida e apparentemente caotica del tessuto atriale e l'aumentato rischio tromboembolico.
La fibrillazione atriale è il risultato di un gran numero di disordini cardiaci ed extracardiaci: da malattie strutturali, come le valvulopatie e le cardiomiopatie, all'ipertensione arteriosa, a malattie genetiche ereditarie, ai distiroidismi, fino ai casi in cui non è possibile determinare la causa, detti idiopatici.
L'approccio clinico corrente, oltre ad affrontare la patologia cardiaca o extracardiaca sottostante, mira a trattare i sintomi e a minimizzare l'incidenza di embolie e di scompenso cardiaco.
Le raccomandazioni - ampiamente condivise in letteratura - sulla scelta terapeutica, in senso strettamente aritmologico, si basano sull'alternativa tra
1. il controllo del ritmo (cioè il recupero e il mantenimento del ritmo sinusale con farmaci antiaritmici o l'ablazione transcatetere);
2. il controllo della frequenza cardiaca con farmaci che regolano la conduzione degli stimoli atriali ai ventricoli associati alla terapia antitrombotica.

Numerosi studi randomizzati non hanno dimostrato beneficio sulla mortalità nei pazienti trattati con i farmaci antiaritmici finora in uso per il controllo del ritmo rispetto a quelli trattati solo per il controllo della frequenza.
A tutt'oggi non è noto se la strategia di controllo del ritmo con l'ablazione transcatetere migliori la mortalità rispetto al semplice controllo della frequenza cardiaca. È in corso uno studio randomizzato che mette a confronto l'ablazione con la terapia farmacologica. Gli studi clinici hanno dimostrato che, nell'abitazione, caldo, freddo o energia pulsata si equivalgono.
La scelta sulla condotta terapeutica viene quindi personalizzata basandosi su vari fattori:
- l'età,
- la tolleranza emodinamica,
- l'entità dei sintomi,
- l'epoca di insorgenza della fibrillazione,
- la storia di recidive precedenti e la loro durata,
- l'elevata probabilità di recidiva,
- la reversibilità delle condizioni causali,
- la presenza e severità di cardiopatie strutturali sottostanti,
- le dimensioni degli atri e la presenza di rimodellamento strutturale,
- la tolleranza dei farmaci antiaritmici e anticoagulanti,
- le aspettative del paziente.

## Epidemiologia
La fibrillazione atriale è la forma più diffusa di aritmia, dopo l'extrasistolia.
L'1-2% della popolazione è affetta da fibrillazione atriale; probabilmente la prevalenza è però più vicina al 2%, tenendo conto del gran numero di casi non diagnosticati. Gli uomini presentano una prevalenza superiore al sesso femminile. L'incidenza (il numero di nuovi casi per anno) è aumentata del 13% negli ultimi 20 anni. Il rischio di presentare fibrillazione atriale nel resto della vita, negli individui di 40 anni di età, è di circa il 25%.

## Condizioni associate e fattori di rischio
Tutte le malattie cardiache e molte patologie extracardiovascolari possono essere associate, come fattore causale o come fattore di rischio o come conseguenza, alla fibrillazione atriale. In particolare molte di queste condizioni possono essere concomitanti: tale polimorbilità ha un effetto additivo nel determinismo dell'aritmia.
- Età: l'invecchiamento aumenta l'incidenza della fibrillazione atriale. La prevalenza dell'aritmia nella popolazione generale aumenta dallo 0,5-4,5% a 40-45 anni, al 5-10% a 45-50 anni al 10-15% a 80 anni di età, sfiorando il 18% nella popolazione di età uguale o superiore a 85 anni[11]. Il rischio di presentare fibrillazione atriale nel resto della vita è di circa il 25% negli individui di 40 anni di età[12][13];
- Ipertensione arteriosa[14];
- Scompenso cardiaco: è presente nel 30% dei pazienti con fibrillazione atriale. L'aritmia può essere causa di scompenso sia favorendo cronicamente una tachicardo-miopatia o causando un'insufficienza cardiaca acuta a causa dell'elevata frequenza ventricolare. Lo scompenso cardiaco può a sua volta provocare la fibrillazione atriale attraverso l'aumento del volume e della pressione atriale o per disfunzione valvolare secondaria o stimolando meccanismi neuroendocrini di adattamento[15];
- Valvulopatie: la fibrillazione atriale è presente nel 30% circa delle valvulopatie, più precocemente nella storia naturale della stenosi e dell'insufficienza mitralica, più tardivamente nelle valvulopatie aortiche;
- Cardiomiopatie idiopatiche: dilatativa, ipertrofica[16], restrittiva;
- Disfunzione del nodo del seno: in associazione alla fibrillazione atriale configura la sindrome bradi-tachi;
- Cardiopatie congenite: soprattutto i difetti del setto interatriale, il ventricolo singolo, la trasposizione delle grandi arterie dopo intervento di Mustard, dopo chirurgia secondo Fontan;
- Cardiopatia ischemica: è presente nel 20% dei pazienti con fibrillazione atriale;
- Disfunzioni della tiroide: possono causare fibrillazione atriale (anche come unico fattore causale) in ordine l'ipertiroidismo, l'ipotiroidismo e le disfunzioni subcliniche della ghiandola tiroide[17];
- Obesità: è presente nel 25% dei pazienti con fibrillazione atriale[18];
- Diabete mellito: è presente nel 20% dei pazienti con fibrillazione atriale;
- Broncopneumopatia cronica ostruttiva: è presente nel 10.15% dei pazienti con fibrillazione atriale;
- Embolia polmonare e ipertensione polmonare primitiva e secondaria;
- Malattia renale cronica: è presente nel 10-15% dei pazienti con fibrillazione atriale;
- Sindrome delle apnee notturne ostruttive[19];
- Consumo di alcool[20];
- Chirurgia cardio-toracica[21][22];
- Fumo di tabacco[23];
- Esercizio fisico vigoroso o prolungato (atleti)[24][25];
- Reperto ecocardiografico di dilatazione dell'atrio sinistro, diminuzione della funzione sistolica del ventricolo sinistro (valutata come Frazione di Eiezione), ispessimento delle pareti del ventricolo sinistro, aumento degli indici di pressione telediastolica del ventricolo sinistro[26];
- Aumento di alcuni indici bioumorali di flogosi (Proteina C-reattiva)[27] e di insufficienza ventricolare sinistra (pro-BNP)[28].

## Classificazione
La classificazione e la nomenclatura delle varie forme di fibrillazione atriale si basa sul criterio della durata o degli interventi terapeutici o dell'associazione ad altre patologie.
Nomenclatura dei diversi tipi di fibrillazione atriale:
1. Fibrillazione atriale di nuova insorgenza: fibrillazione documentata per la prima volta, indipendentemente dalla presenza di sintomi o da eventuali precedenti episodi non documentati.
2. Fibrillazione atriale parossistica: fibrillazione che termina spontaneamente entro 48 ore o 7 giorni dall'insorgenza (a seconda delle linee guida: il limite di 48 ore è stato posto perché è considerato il massimo periodo di tempo che consente la cardioversione immediata con basso rischio embolico; il limite di 7 giorni è stato posto perché è il periodo in cui più frequentemente avviene la remissione spontanea dell'aritmia).
3. Fibrillazione atriale persistente: fibrillazione atriale continua di durata superiore a 48 ore o a 7 giorni,(a seconda delle linee guida) o che è interrotta con cardioversione farmacologica o elettrica dopo questo limite.
4. Fibrillazione atriale persistente di lunga durata: fibrillazione atriale continua di durata superiore a 12 mesi. Questa durata è importante perché correlato alla probabilità di successo della cardioversione o dell'ablazione trans catetere.
5. Fibrillazione atriale permanente: il termine è usato quando paziente e medico decidono congiuntamente di accettare la fibrillazione atriale e desistere da ulteriori tentativi di ripristinare e mantenere il ritmo sinusale. Non si riferisce quindi alle caratteristiche fisiopatologiche dell'aritmia poiché la decisione dipende dalla malattia cardiaca sottostante, dai sintomi, dall'efficacia delle terapie e dalla preferenza del paziente e del medico.
6. Fibrillazione atriale non valvolare: fibrillazione atriale in assenza di stenosi mitralica reumatica, di protesi valvolare meccanica o biologica o di riparazione della valvola mitralica (la distinzione da quella associata a malattia valvolare è importante per la scelta della terapia anticoagulante).
7. Fibrillazione atriale silente (o asintomatica): fibrillazione atriale che non si associa a sintomi, indipendentemente da altre caratteristiche. Può essere diagnosticata a seguito di una complicanza correlata alla FA, come l'ictus ischemico o la tachicardiomiopatia, o incidentalmente con l'esecuzione di un elettrocardiogramma.
8. Fibrillazione atriale secondaria: fibrillazione atriale in cui è possibile individuare la causa dell'aritmia o una condizione favorente, cardiaca o extracardiaca.
9. Fibrillazione atriale primitiva o isolata (Lone atrial fibrillation): fibrillazione atriale non associata a patologia cardiovascolare, compresa l'ipertensione arteriosa, o altro fattore causale noto. La diagnosi è quindi di esclusione e richiede l'esecuzione delle indagini cliniche e strumentali indicate per il caso. In generale riguarda individui giovani, o con età< 60 anni, apparentemente sani. L'assenza di reperti patologici negli esami non invasivi non esclude completamente patologie pregresse o in atto. In biopsie multiple del miocardio atriale di questi pazienti sono frequenti alterazioni istologiche di tipo prevalentemente infiammatorio o fibrotico[30].

## Elettrocardiogramma e diagnosi

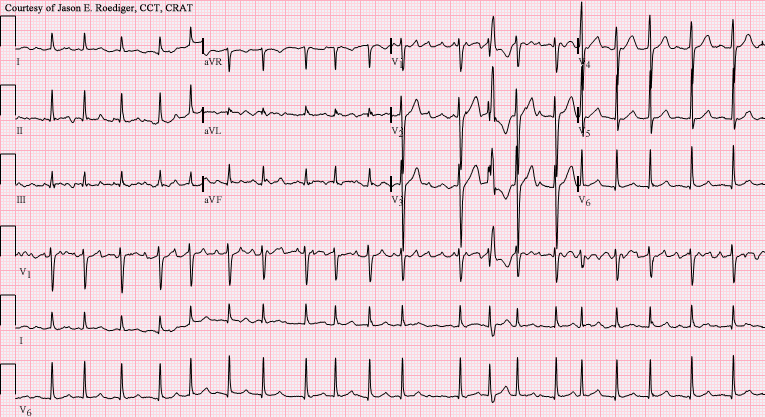
elettrocardiogramma a 12 derivazioni con fibrillazione atriale. Si notano le onde f e alcuni complessi ventricolari condotti con aberranza a blocco di branca destra

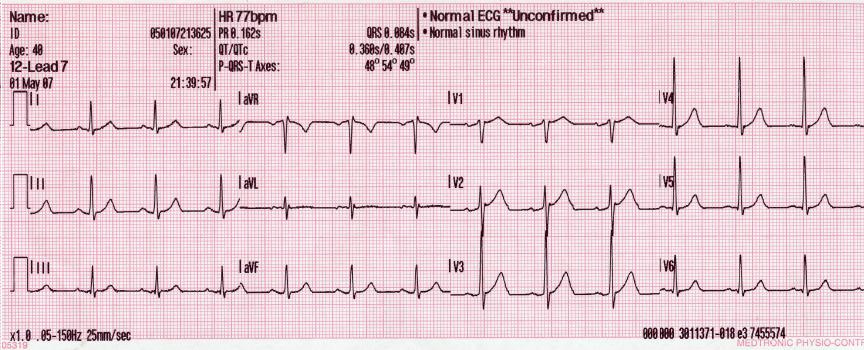
elettrocardiogramma a 12 derivazioni con ritmo sinusale. Si notano le onde P normali

È caratterizzata all'elettrocardiogramma di superficie da assenza di onde P distinte (cioè assenza delle normali onde di attivazione atriale a fisiologica origine dal nodo del seno); sono presenti invece delle cosiddette onde f, di morfologia e voltaggio variabili, con un ciclo (o intervallo tra due attivazioni) variabile, ma comunque inferiore a 200 ms (corrispondente alla frequenza di 300 battiti/m) - per lo più la frequenza è di 400-600 battiti/m - che conferiscono un aspetto frastagliato all'isoelettrica. Gli intervalli RR (cioè gli intervalli tra due battiti corrispondenti all'attivazione elettrica dei ventricoli) sono completamente irregolari senza seguire uno schema ripetitivo. Per questo la fibrillazione atriale è stata chiamata aritmia totale. La durata minima per definire su un tracciato elettrocardiografico la fibrillazione atriale è di 30 secondi.
Data l'irregolarità dell'aritmia la frequenza cardiaca viene misurata come “frequenza ventricolare media”, cioè contando tutti i battiti (complessi QRS) presenti in un minuto e non estrapolando a partire da intervalli più brevi.
L'irregolarità dei battiti ventricolari determina l'irregolarità delle pulsazioni palpabili ai polsi arteriosi periferici (comunemente l'arteria radiale). Il sospetto diagnostico viene dalla presenza di un polso veloce e irregolare, ma la diagnosi deve essere elettrocardiografica. Anche il susseguirsi irregolare di extrasistoli può infatti mimare, in un polso veloce, una fibrillazione atriale.
La diagnosi differenziale con altre aritmie dovrebbe tenere in considerazione: la tachicardia sopraventricolare e il flutter atriale (che hanno cicli atriali in genere superiori a 200 ms) e il susseguirsi di ectopie (extrasistole), A volte intervalli RR molto brevi possono coprire nell'elettrocardiogramma il ritmo atriale: può essere necessario allora rallentare la conduzione atrio-ventricolare con manovre vagali o farmaci (adenosina, calcioantagonisti non idropiridinici) in modo da far emergere sul tracciato le onde f. A volte la somministrazione di farmaci antiaritmici può prolungare i cicli atriali (durata maggiore di 200 ms).

## Fisiopatologia
La fibrillazione atriale è determinata dall'interazione di tre fattori:
1. il trigger, lo stimolo elettrico che la inizia;
2. il substrato, il tessuto miocardico atriale vulnerabile che ne permette l'inizio e il mantenimento;
3. il contesto metabolico (soprattutto la concentrazione degli elettroliti) e neuroendocrino (simpatico e parasimpatico).

Nonostante i progressi della ricerca sperimentale e clinica, la fisiopatologia della fibrillazione atriale non è ancora stata completamente chiarita. La scoperta recente più importante è stata l'identificazione dei trigger (battiti ectopici) ad origine dalle vene polmonari da parte di Michel Haïssaguerre. Si ritiene che, passando dalla forma parossistica a quella persistente, l'importanza del trigger ceda il posto al substrato (modificazioni del miocardio) nella patogenesi dell'aritmia
Sono state identificati, sia in modelli animali sia in setting clinici nell'uomo, tre meccanismi responsabili della fibrillazione atriale:
1. meccanismo focale dovuto alla rapida scarica di un unico o multipli foci stabili e conduzione fibrillatoria nell'atrio;
2. fronti d'onda multipli rientranti[34];
3. rotori relativamente stabili che producono altri rotori transitori e conduzione fibrillatoria negli atri[35].

Questi diversi meccanismi possono essere correlati a substrati differenti e anche a particolari differenti fattori genetici o biomolecolari individuali
.

### Predisposizione genetica
Alcune malattie ereditarie del cuore sono associate a elevata incidenza di fibrillazione atriale: la sindrome del QT lungo, la sindrome del QT breve, la sindrome di Brugada, la cardiomiopatia ipertrofica. 
Sono state identificate anche forme familiari di fibrillazione atriale associate a mutazioni geniche. I geni implicati sono quello del peptide natriuretico atriale, il gene SCN5A del canale del sodio, del canale del potassio, loci vicini ai geni PITX2 e ZFHX3, il gene PRKAG.

### Rimodellamento
Il tessuto atriale, una volta instauratasi la fibrillazione va incontro ad un "rimodellamento elettrico" e “strutturale”, cioè a modificazioni prima delle caratteristiche elettrofisiologiche e poi della struttura del miocardio. Queste modificazioni divengono via via maggiori e stabili in correlazione alla durata dell'aritmia, così da diminuire la probabilità di ripristinare il ritmo sinusale normale o di mantenerlo dopo la cardioversione. Infatti è ormai accettata la frase: «la fibrillazione atriale promuove la fibrillazione atriale»  (‘'AF begets AF'’).

#### Rimodellamento elettrico
Consiste in modificazioni elettrofisiologiche delle fibre muscolari miocardiche: accorciamento del periodo refrattario atriale effettivo (ERP), perdita dell'adattamento dell'ERP alla frequenza cardiaca, rallentamento della velocità di conduzione atriale, disomogeneità della velocità di conduzione e del l'ERP nelle varie fibre atriali, perdita dell'adattamento della durata del potenziale d'azione alla frequenza cardiaca. Dal punto di vista molecolare, alla base di queste modificazioni ci sarebbero variazioni delle correnti ioniche di membrana indotte dalla fibrillazione atriale. In particolare sono state dimostrate diminuzione del ICaL Ito e Ikur, aumento di Ik1, IkACh e Iks. L'aumento del calcio intracellulare porta all'attivazione della Calcineurina Ca-dipendente e del sistema kinasi II Calcio/Calmodulina (le stesse vie sono coinvolte nell'apoptosi o morte cellulare. È stata dimostrata anche l'iperfosforilazione della Connessina 43 con alterazione della conduzione del potenziale d'azione nelle giunzioni tra i miociti.

#### Rimodellamento strutturale
La fibrillazione atriale causa fibrosi interstiziale del tessuto atriale e, a sua volta, la fibrosi facilità il perpetuarsi della fibrillazione atriale. Questo circolo vizioso è stato dimostrato in modelli animali e nell'uomo. Biopsie dell'atrio hanno dimostrato fibrosi sia in cuori scompensati, sia nella fibrillazione atriale isolata; e la quantità di fibrosi aumenta con la durata dell'aritmia.
La fibrosi interstiziale dell'atrio sembra legata all'attivazione di due vie regolatorie: il sistema renina-angiotensina e il fattore di crescita TGF-β1 (Transforming Growth Factor-β1). Essi si attivano in risposta allo stretching di parete e nello scompenso cardiaco. Queste osservazioni sono particolarmente importanti per la dimostrazione dell'efficacia dei farmaci ACE-inibitori nel rallentare la cronicizzazione della fibrillazione atriale.
Alla base del rimodellamento elettrico e strutturale sembrano esserci anche altri due meccanismi: l'aumento dello stress ossidativo e l'intervento di fattori dell'infiammazione.  È stato dimostrato in modelli sperimentali di fibrillazione atriale l'aumento della ossido nitrico sintetasi endoteliale e della nicotinammide adenina dinucleotide fosfato ossidasi (NOX) che portano all'aumento di superossidi e perossidi, responsabili di attivazione di infiammazione, apoptosi e fibrosi. Le stesse vie possono essere coinvolte nella regolazione dei canali ionici di membrana e nella regolazione del calcio intracellulare. Inoltre sono state correlate al tumor necrosis factor-α,  alla interleuchina 1β, e alle metalloproteinasi (MMPs-matric matrix metalloproteinases). Nella fibrillazione atriale clinica possono essere aumentati i marker di infiammazione.

## Caratteristiche emodinamiche

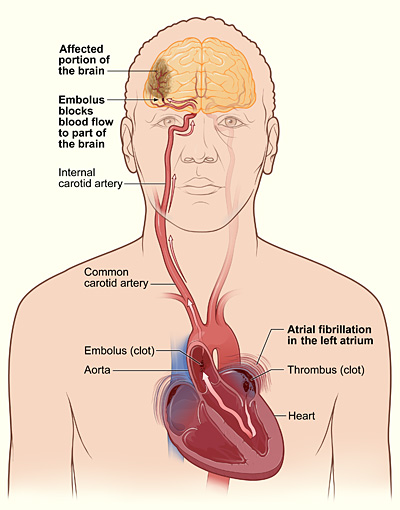
Meccanismo tromboembolico della fibrillazione atriale: embolizzazione cerebrale di frammenti di trombo ad origine dall'atrio sinistro o dall'auricola sinistra

Nel normale ritmo cardiaco, l'impulso generato dal nodo senoatriale causa la contrazione del muscolo cardiaco e permette il pompaggio del sangue. Nella fibrillazione atriale, gli impulsi elettrici che danno luogo alla contrazione degli atri si attivano in maniera totalmente caotica e frammentaria dando origine a multipli fronti d'onda e a contrazioni disorganizzate e frammentarie. Queste contrazioni del miocardio atriale sono inefficaci dal punto di vista emodinamico, per cui la funzione di pompa del cuore, esercitata principalmente dalle contrazioni ventricolari, perde il contributo della sistole atriale. In assenza di altre cardiopatie questo non incide in maniera rilevante sulla funzione di pompa, infatti il contributo della contrazione atriale si aggira intorno al 20-30% del volume telediastolico totale.
Tuttavia, la perdita della contrazione atriale, l'irregolarità e spesso l'accelerazione del battito e l'aumento della pressione di riempimento possono compromettere la funzione ventricolare sinistra, in maniera variabile, sotto sforzo, e la tolleranza agli sforzi può essere pertanto ridotta. Inoltre, la fibrillazione atriale è un importante fattore di rischio per lo stroke (ictus) ischemico. Circa un quinto degli stroke è dovuto a questa aritmia. Essa costituisce anche un fattore di rischio per una riduzione della capacità cognitiva, per le ospedalizzazioni ripetute, e in generale può determinare una riduzione della qualità di vita.
La mortalità nei pazienti affetti da fibrillazione atriale è doppia rispetto a quella dei pazienti non affetti. La terapia antitrombotica è l'unica ad aver dimostrato una riduzione della mortalità in questi pazienti.

schema di conduzione della fibrillazione atriale. Autore J. Heuser

.

### Meccanismi elettrofisiologici
Secondo la teoria delle  multiple wavelet, numerosissimi fronti d'onda vengono condotti nella parete atriale in modo caotico, e vanno incontro a fenomeni di fusione e interazione reciproca. Tali eventi portano al continuo annullamento di fronti d'onda e alla generazione di nuovi fronti, in modo altrettanto caotico. Questo meccanismo consente il perpetuarsi dell'aritmia.

## Clinica

### Sintomatologia
Un sintomo della FA è la palpitazione: il paziente avverte un senso soggettivo di battito irregolare, che si può accompagnare a mancanza d'aria o svenimenti quando la frequenza del battito ventricolare diventa particolarmente elevata. In casi particolarmente gravi, un paziente già portatore di cardiopatia può andare incontro a scompenso cardiaco. L'astenia, cioè la stanchezza fisica, è un sintomo sempre presente nella FA.

## Terapia
- FA parossistica in soggetto sano: Nel soggetto sano il ripristino del ritmo sinusale (cardioversione) avviene spontaneamente nel 60% dei casi circa, nelle prime ore dopo l'episodio acuto. Se non c'è cardioversione spontanea, si può tentare la cardioversione farmacologica somministrando farmaci antiaritmici come propafenone, flecainide o, in caso di concomitante presenza di cardiopatie strutturali, soprattutto riduzione della contrattilità, amiodarone. Questo in quanto gli antiaritmici di classe Ic (propafenone e flecainide) causano un'importante riduzione della contrattilità.
- FA in cardiopatico che non mostra insufficienza cardiaca: la conversione a ritmo sinusale (ritmo normale) può avvenire tramite la somministrazione di propafenone o amiodarone, nel caso non si riuscisse ad ottenere un ritmo sinusale va programmata una cardioversione elettrica. Prima di sottoporre il paziente a cardioversione è opportuno - al fine di prevenire il distacco di trombi dagli atri, con conseguenti embolie - un adeguato trattamento anticoagulante, per esempio, con eparina, se l'aritmia è insorta da meno di 48 ore o con la terapia anticoagulante orale, usando il warfarin o l'acenocumarolo, in tutti gli altri casi[50].
- FA in soggetto con insufficienza cardiaca: il ripristino di un ritmo sinusale deve essere ricercato utilizzando la cardioversione elettrica esterna.

Se non si è potuto ottenere la cardioversione di una FA, oppure si è di fronte a una FA permanente, la terapia dovrà mirare al controllo della frequenza cardiaca con farmaci come la digitale, i betabloccanti, il verapamil o il diltiazem mentre il rischio di tromboembolia verrà ridotto con l'utilizzo di anticoagulanti orali, che fino ad ora erano rappresentati dal warfarin e l'acenocumarolo. Tali farmaci però richiedono il controllo periodico del livello di anticoagulazione attraverso dei prelievi di sangue.
Recentemente sono stati approvati dei farmaci anticoagulanti, che non necessiteranno più dei controlli ematologici; tali nuovi farmaci, dabigatran, rivaroxaban e apixaban, sono stati valutati, rispettivamente, nei seguenti studi: RE-LY, ROCKET-AF e ARISTOTELE

.
È intuibile che la semplificazione nel controllo della terapia cronica, è il punto di forza di tali nuove sostanze. Le indicazioni al loro utilizzo, al momento, sono fondamentalmente, la prevenzione dello stroke nella fibrillazione atriale cronica e la prevenzione del tromboembolismo (trombosi venosa profonda ed embolia polmonare nella chirurgia ortopedica).
In alcuni casi, quando sia danneggiato il fascio di conduzione verso i ventricoli e quindi sia particolarmente bassa la frequenza cardiaca, si provvederà all'impianto di un pacemaker definitivo.
In casi di FA cronica o recidivante in pazienti selezionati, nei quali non si riesce a mantenere nel tempo un ritmo sinusale, si propone, in questi ultimi anni, la ablazione transcatetere con radiofrequenza: questa metodica attualmente è efficace in circa il 70% dei casi.
Tra i nuovi farmaci, per la cardioversione farmacologica, vi è il vernakalant, approvato per l'uso in Europa nel 2010.